# Eurofly
Eurofly war eine italienische Fluggesellschaft mit Sitz in Mailand. Sie fusionierte Anfang 2010 mit Meridiana.

## Geschichte
Eurofly wurde 1989 u. a. von Alitalia als Ferienfluggesellschaft gegründet. Bis zum Jahr 2000 stockte Alitalia den ursprünglich 45 %-Anteil auf 100 % auf, zwei Jahre später verkaufte man jedoch 80 % an den Banca Profilo Spinnaker Fund, der 2004 auch die restlichen 20 % übernahm. Zuletzt gehörten knapp 30 % der Fluglinie dem Eigentümer der italienischen Fluggesellschaft Meridiana.
Im November 2009 wurde schließlich die Fusion von Eurofly mit Meridiana unter dem Namen Meridiana fly bekannt gegeben und bis Anfang 2010 umgesetzt.

## Flugziele
Eurofly bot Charter- und Linienflüge von Italien nach Europa, Afrika, Nahost und in die Vereinigten Staaten an, u. a. saisonale Linienflüge von Mailand, Bologna, Neapel und Palermo nach New York-John F. Kennedy. Eurofly operierte vorwiegend vom Flughafen Mailand-Malpensa aus. In Scharm El-Scheich unterhielt die Airline darüber hinaus eine Basis, von der aus etliche italienische Flughäfen angeflogen wurden.

## Flotte
Die Flugzeuge der Eurofly wurden im Rahmen der Fusion in die Flotte der Meridiana übernommen und bestand zuletzt aus neun Airbus A320-200 sowie drei Airbus A330-200.